# Klan Struan
Struan, Robertson, Robertson of Struan (gael.: MacDhonnachaidh) – szkockie nazwisko i nazwa klanu góralskiego